# Are sjö (Gårdsby socken, Småland)
Are sjö är en sjö i Växjö kommun i Småland och ingår i Mörrumsåns huvudavrinningsområde. Sjön är 7 meter djup, har en yta på 1,65 kvadratkilometer och är belägen 184 meter över havet. Sjön avvattnas av vattendraget Rottneån. Vid provfiske har bland annat abborre, braxen, gers och gädda fångats i sjön.

## Delavrinningsområde
Are sjö ingår i det delavrinningsområde (631786-145302) som SMHI kallar för Utloppet av Are Sjö. Medelhöjden är 205 meter över havet och ytan är 22,9 kvadratkilometer. Det finns inga avrinningsområden uppströms utan avrinningsområdet är högsta punkten. Rottneån som avvattnar avrinningsområdet har biflödesordning 2, vilket innebär att vattnet flödar genom totalt 2 vattendrag innan det når havet efter 139 kilometer. Avrinningsområdet består mestadels av skog (73 procent). Avrinningsområdet har 1,92 kvadratkilometer vattenytor vilket ger det en sjöprocent på 8,4 procent.

## Fisk
Vid provfiske har följande fisk fångats i sjön:
- Abborre
- Braxen
- Gärs
- Gädda
- Mört
- Sutare